# DGN
DGN – polski dymny granat nasadkowy.
Opracowany w Wojskowym Instytucie Technicznym Uzbrojenia. Granaty DGN są miotane przy pomocy kbkg wz. 1960 i karabinka-granatnika wz. 1960/72. Przy użyciu naboju miotającego UNM wz. 1943/60 uzyskują prędkość początkową 54 m/s i zasięg 200 m. Przeznaczony do stawiania krótkotrwałych zasłon dymnych maskujących działania żołnierzy i małych pododdziałów. Jako głowica dymna wykorzystany jest granat dymny RDG-2.